# .td
.td — в Інтернеті, національний домен верхнього рівня (ccTLD) для Чаду.